# Giancarlo Camolese

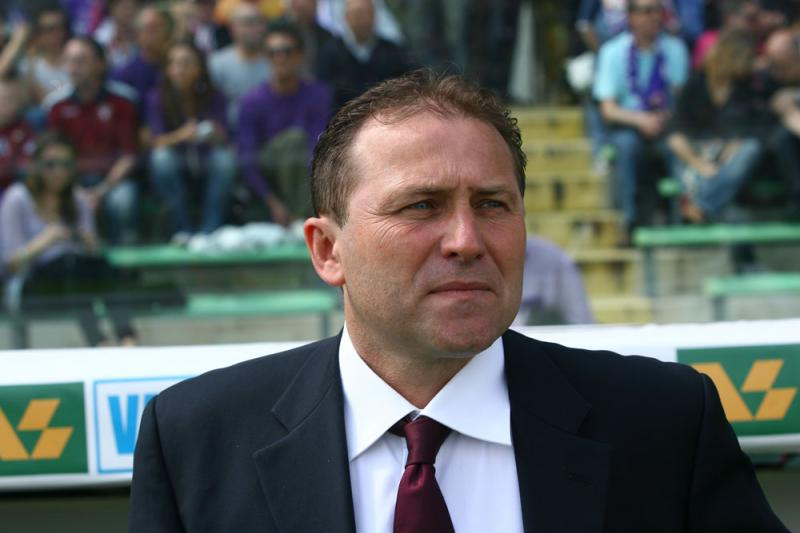

Giancarlo Camolese (Turijn, 25 februari 1961) is een Italiaans voetbaltrainer en voormalig voetballer. Hij dwong in het seizoen 2000/01 met Torino promotie af naar de Serie A, nadat hij Luigi Simoni na acht speelronden was komen aflossen.

## Spelercarrière
- 1978-1979 Torino FC
- 1979-1980 AS Biellese 1902
- 1980-1982 Reggina Calcio
- 1982-1986 US Alessandria Calcio 1912
- 1986-1988 SS Lazio
- 1988-1990 Calcio Padova
- 1990-1991 Vicenza Calcio
- 1991-1992 Taranto Sport

## Trainerscarrière
- 2001-2002 Torino FC
- 2003-2004 Reggina Calcio
- 2005-2006 Vicenza Calcio
- 2007-2008 Livorno Calcio
- 2009 Torino FC
- 2012-2013 US Pro Vercelli Calcio